# Lampada di Wood

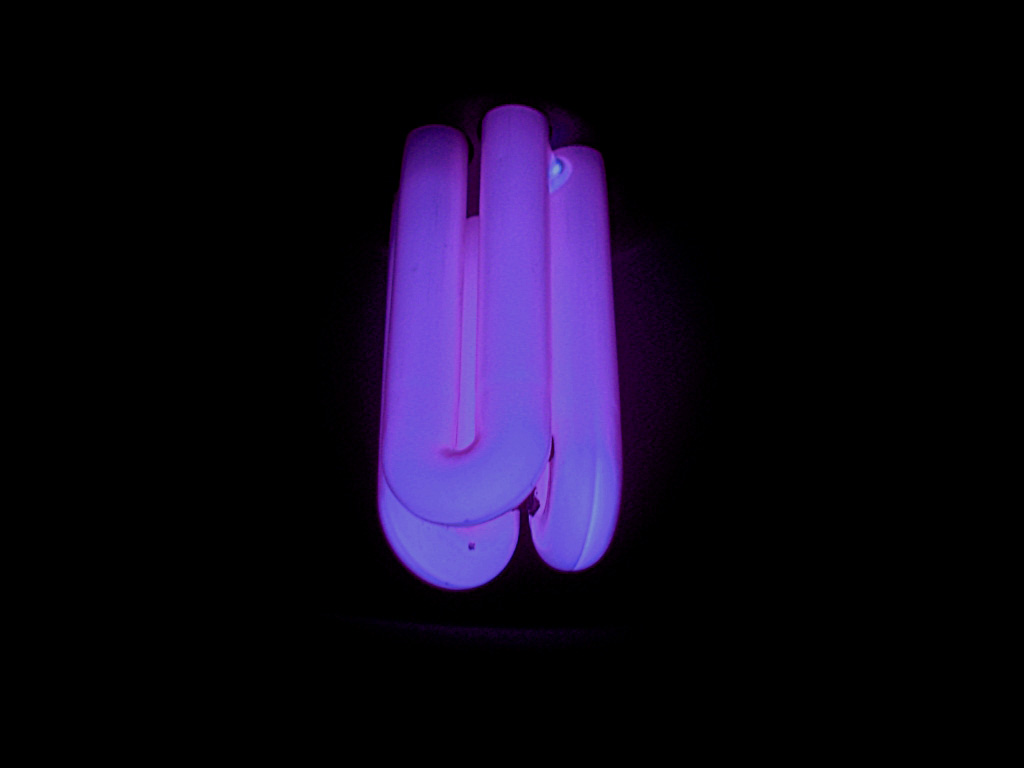
Lampada di Wood

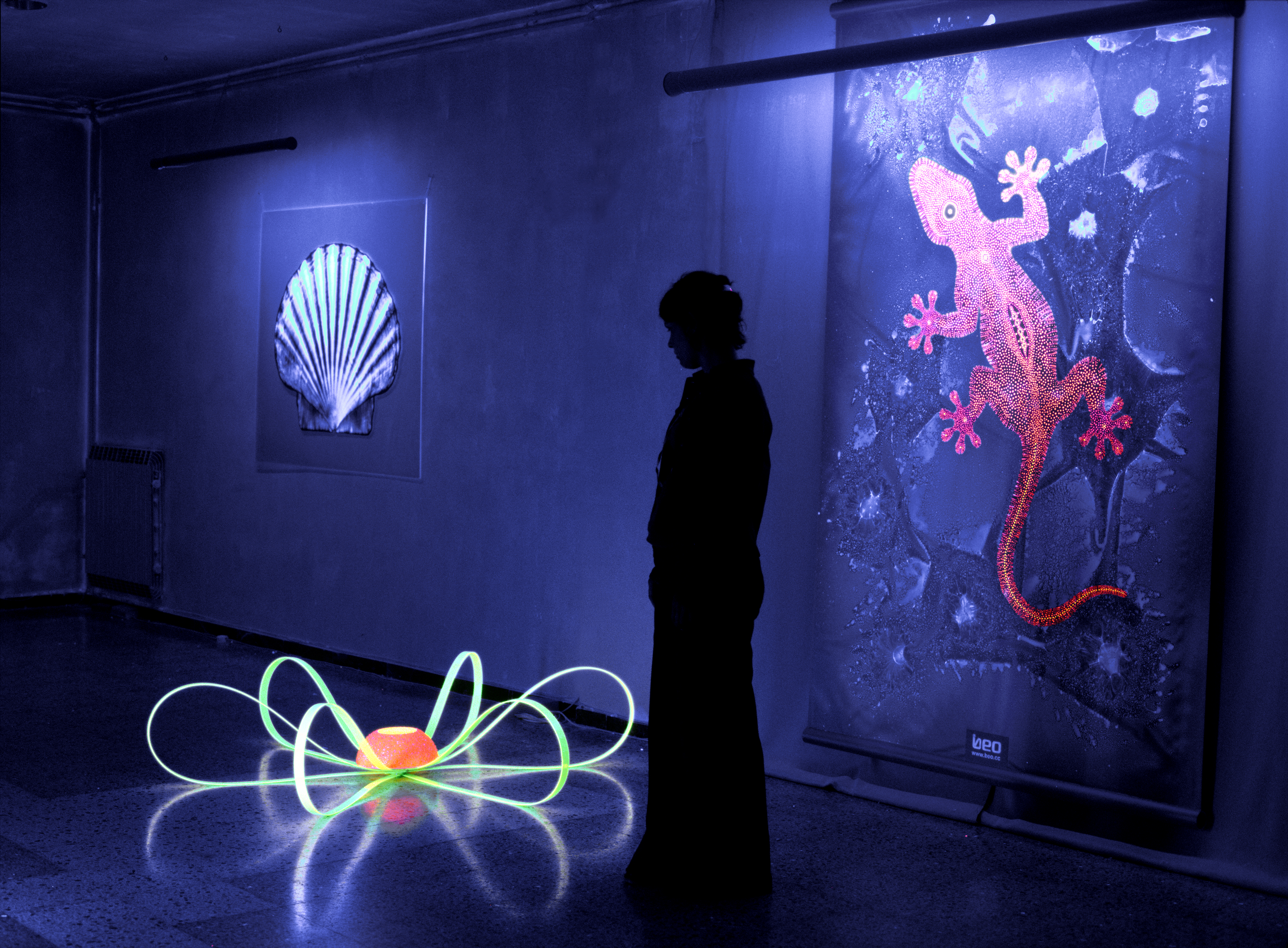
Esempio di opere, create tramite colori fluorescenti, dell'artista Beo Beyond

Per Lampada di Wood (dal nome dello scienziato statunitense Robert Williams Wood) o luce nera (Luce di Wood o Black light in inglese) si intende una sorgente luminosa che emette radiazioni  elettromagnetiche prevalentemente nella gamma degli ultravioletti e, in misura trascurabile, nel campo della luce visibile. In molti campi la Lampada di Wood è anche detta semplicemente "lampada UV".
L'invenzione e la conseguente prima realizzazione di un dispositivo in grado di emettere radiazione di questo genere si deve a William H. Byler.

## Realizzazione
Una lampada di Wood può essere realizzata con gli stessi processi di costruzione di una lampada fluorescente, con la differenza che il vetro del tubo non è rivestito internamente con polvere fluorescente, ma può essere o colorato di blu o viola scuro tramite ossido di nichel, oppure totalmente nero. Il suddetto vetro è chiamato vetro di Wood. Se il vetro è colorato, ma comunque trasparente, gli ultravioletti che possono essere dannosi sono bloccati, ma viene fatta passare un po' di luce visibile per capire se la lampada è in funzione o no; un vetro totalmente nero, invece, non lascia passare neanche la luce visibile e non vi è modo di capire a colpo d'occhio se la lampada stia funzionando, se non tramite il fenomeno della fluorescenza nei pressi di essa.

## Sicurezza
Una lampada di Wood per scopi non particolari dovrebbe produrre una radiazione ultravioletta mantenuta nel campo dell'UV-A, senza coinvolgere i campi UV-B e UV-C: in questo modo, l'utilizzo anche prolungato dello strumento rimane sicuro (gli ultravioletti di tipo B e C sono in grado di modificare il DNA umano, mentre quelli di tipo A no).

## Impieghi

Banconote e documenti spesso incorporano pigmenti fluorescenti eccitati dai raggi UV.

Una lampada di Wood produce luce non direttamente visibile dall'occhio umano; tuttavia può essere impiegata per illuminare materiali su cui una radiazione ultravioletta induce effetti di fluorescenza e fosforescenza. Possibili applicazioni di queste proprietà si hanno nella lotta alla falsificazione delle banconote, tramite l'utilizzo di verifica banconote o nella ricerca di fessure in strutture metalliche rivestite di materiale reattivo ai raggi UV.
Un diverso campo di impiego si ha nella individuazione di macchie da liquidi organici non visibili a occhio nudo.
In medicina la lampada di Wood può essere impiegata per evidenziare alcune infezioni da funghi, come la pitiriasi versicolor da Malassezia furfur, nel qual caso si evidenzia una fluorescenza gialla, e diverse altre malattie a carico della pelle, ad esempio la vitiligine, con fluorescenza bianca.
In microbiologia la lampada di Wood può essere impiegata per la lettura e il conteggio di colonie e pozzetti da terreni di isolamento per i batteri che alla luce UV risultano fluorescenti.
In paleografia la lampada viene spesso impiegata per identificare simboli o lettere su pergamene o papiri altrimenti illeggibili a occhio nudo.
In merceologia alimentare la lampada è usata per rilevare la infestazione da funghi di prodotti alimentari.
In restauro viene utilizzata perché la fluorescenza ultravioletta è immediatamente visibile: le vernici risultano opalescenti, biancastre. Tale lampada individua la presenza di vari colori, tra i quali il verderame che, attraverso la lampada, appare diverso dalle ridipinture, con le quali talvolta può essere scambiato.
Alcuni pigmenti fluorescenti sono utilizzati, con scopi di sicurezza anticontraffazione, a partire dagli anni sessanta, per la fabbricazione della carta da destinare alle carte valori e ai francobolli; tali pigmenti sono resi fluorescenti dalla lampada. In filatelia viene utilizzata la lampada di Wood per verificare appunto il tipo di carta dei francobolli e distinguere le varie emissioni a seconda della loro fluorescenza.
Nelle discoteche e nei luna park, le lampade di Wood sono ampiamente usate per scopi ludici, creando effetti di fluorescenza su vestiti (spesso il candeggio è ottenuto con prodotti fluorescenti), occhi e denti (contenenti fluoro).
Nell'industria petrolifera la lampada di Wood viene utilizzata nei cantieri di perforazione per il rilevamento di tracce di idrocarburi nei residui di perforazione dei pozzi petroliferi, quindi per l'individuazione di potenziali accumuli di petrolio.
Appositi traccianti fluorescenti solubili nell'olio lubrificante dei compressori vengono impiegati per individuare, tramite una lampada di Wood, l'origine di eventuali perdite di refrigerante nei circuiti frigoriferi.